# Marauder (Automobilhersteller)
Marauder war ein südafrikanischer Hersteller von Automobilen.

## Unternehmensgeschichte
Das Unternehmen begann 1970 mit der Produktion von Automobilen. Der Markenname lautete Marauder. 1974 oder 1979 endete die Produktion.

## Fahrzeuge
Das einzige Modell war ein Fahrzeug im Stil des Lotus Seven. Die Basis bildete ein Spaceframe-Rahmen. Darauf wurde eine offene Karosserie montiert. Die Vierzylindermotoren kamen vom Ford Escort der ersten beiden Generationen.